# Mahir Oral
Mahir Oral (* 23. Mai 1980 in Hamburg) ist ein ehemaliger deutscher Boxer türkischer Abstammung.

## Amateurkarriere
Der Boxamateur des TuS Finkenwerder begann im Alter von 13 Jahren mit dem Boxen, sein Trainer war Mecit Çetinkaya. Seinen ersten Kampf bestritt er im Februar 1994, seinen letzten im Juni 1999. Er wurde vierfacher Hamburger Meister, vierfacher Norddeutscher Meister, sowie Silber- und Bronzemedaillengewinner bei Deutschen Jugendmeisterschaften. Seit 1998 boxte er auch in der Deutschen Jugendnationalmannschaft.
Nach 78 Amateurkämpfen, wechselte er ins Profilager.

## Profikarriere
Er wurde 2000 in Hamburg-Finkenwerder Profi im Mittelgewicht und gewann seine ersten sieben Kämpfe. Dann boxte er hintereinander 2003 gegen einen Debütanten unentschieden, gegen den Armenier Alexander Awdijan noch einmal unentschieden und verlor 2004 gegen den Belarussen Malik Dziarra. Der Kampf gegen Awdijan fand in dessen Wahlheimat Nürnberg statt, der Fight gegen Dziarra in dessen Wahlheimat Magdeburg, beides waren Supermittelgewichtler.
In seiner weiteren Boxkarriere hatte er anfangs Schwierigkeiten mit Durchschnittsboxern wie dem Franzosen Karagoz (Bilanz 10-7-3), den er 2005 nur hauchdünn besiegen konnte; dann kamen bessere Gegner. Hier ragen die Bilanzen des Armeniers Arsen Khachatrian (28-1), den er 2006 in Hamburg mit einer gebrochenen Hand auspunktete, des Rechtsauslegers Dirk Dzemski (27-1), den er in der ersten Runde ausknockte (er war aber kurz zuvor selber am Boden) und den so genannten „EU-Titel“ gewann, und des Italieners Domenico Spada (22-0), den er 2007 knapp nach Punkten schlug und den WBC Intercontinental-Titel gewann, heraus. Gegen Alexander Sipos gewann er 2008 in Spanien den „Interim European Boxing Association Middleweight Title“. Im selben Jahr gewann er gegen denselben Gegner noch den „WBC Mediterranean Middleweight Title“.
Am 27. Juni 2009 bekam Oral die Chance auf den IBF-Welttitel von Arthur Abraham. Nach Niederschlägen in diversen Runden warf Orals Ecke in der zehnten Runde das Handtuch. Seinen fünften Titel holte er 2010 gegen Juan Camilo Novoa mit dem „WBA International Middleweight Title“. Am 30. Oktober 2010 verlor er erneut einen WM-Kampf nach Punkten gegen Sebastian Sylvester.
Nach einem Bandscheibenvorfall im Halswirbel musste er 2012 bei einem Kampf in der Pause zur zweiten Runde abbrechen, da er an Lähmungserscheinungen litt. 
Somit musste er seine Karriere beenden.
Ende 2011 bis 2014 arbeitete er für eine gemeinnützige Organisation, Gewaltprävention an Schulen.
Heute arbeitet er als Trainer mit Profiboxern.